# Vincent y Theo
Vincent y Theo es una miniserie de cuatro horas, realizada para la televisión europea, que narra la profunda relación fraternal, llena de altibajos, entre Vincent van Gogh y su incondicional hermano Theo a lo largo de toda su vida. Sus protagonistas son Tim Roth en el papel de Vincent van Gogh, y Paul Rhys encarnando el papel de Theo. Fue dirigida por Robert Altman.
Su montaje fue realizado por Geraldine Peroni.
La versión comercial como película largometraje, coproducción de varios países, dura 134m.